# Burmeistera chirripoensis
Burmeistera chirripoensis är en klockväxtart som beskrevs av Robert Lynch Wilbur. Burmeistera chirripoensis ingår i släktet Burmeistera och familjen klockväxter.
Artens utbredningsområde är Costa Rica. Inga underarter finns listade i Catalogue of Life.